# Charles Scicluna
Charles Jude Scicluna (ur. 15 maja 1959 w Toronto) – maltański duchowny rzymskokatolicki, doktor prawa kanonicznego, biskup pomocniczy maltański w latach 2012–2014, administrator apostolski sede vacante archidiecezji maltańskiej w latach 2014–2015, arcybiskup metropolita maltański od 2015, sekretarz pomocniczy Dykasterii Nauki Wiary (do 2022 Kongregacji Nauki Wiary) od 2018.

## Życiorys
Święceń prezbiteratu udzielił mu 11 lipca 1986 arcybiskup Joseph Mercieca. W 1991 uzyskał doktorat z prawa kanonicznego na Papieskim Uniwersytecie Gregoriańskim, jego promotorem był ks. Raymond Leo Burke.
W latach 1996–2002 był zastępcą promotora sprawiedliwości w Sygnaturze Apostolskiej. 21 października 2002 został mianowany przez Jana Pawła II promotorem sprawiedliwości w Kongregacji Nauki Wiary, gdzie był bliskim współpracownikiem Josepha Ratzingera.
6 października 2012 został mianowany biskupem pomocniczym archidiecezji maltańskiej i biskupem tytularnym San Leone. Święcenia biskupie otrzymał 24 listopada 2012 w Konkatedrze świętego Jana w Valletcie. Głównym konsekratorem był arcybiskup metropolita maltański Paul Cremona, zaś współkonsekratorami Joseph Mercieca, arcybiskup senior archidiecezji maltańskiej, i Mario Grech, biskup diecezjalny Gozo. Na swoje zawołanie biskupie przyjął słowa „Fidelis et verax” („Wierny i prawdziwy”). 1 grudnia 2012 Benedykt XVI mianował go członkiem Kongregacji Nauki Wiary.
Po rezygnacji arcybiskupa Paula Cremony, 18 października 2014 został administratorem apostolskim archidiecezji maltańskiej. 27 lutego 2015 papież Franciszek mianował go arcybiskupem metropolitą maltańskim. 21 marca 2015 odbył ingres do Katedry Świętego Pawła w Mdinie.
13 listopada 2018 papież Franciszek powołał go na stanowisko sekretarza pomocniczego Dykasterii Nauki Wiary (do 2022 Kongregacji Nauki Wiary).